# Tolstoj (krater)
Tolstoj är en nedslagskrater på planeten Merkurius, med en diameter på ungefär 355 kilometer.
Den är uppkallad efter den ryske författaren Lev Tolstoj.